# Partido de la Solidaridad Africana
El Partido de la Solidaridad Africana (PSA; en francés: Parti Solidaire Africain) fue un partido político activo en el Congo Belga y la posterior República del Congo (Léopoldville).
El partido fue formado en el periodo posterior de una serie de disturbios en Léopoldville (actual Kinsasa) en 1958 que incitó a Balduino de Bélgica para anunciar que la independencia de la colonia era un objetivo de largo plazo. Fue establecido oficialmente el 1 de febrero de 1959. El presidente general del nuevo partido fue Antoine Gizenga, mientras Cléophas Kamitatu asumió como presidente provincial.
El PSA inmediatamente se convirtió en uno de los partidos mejores organizado que emergió tras el edicto del rey, y estableció una fuerte base entre las comunidades rurales de Kwango y Kwilu del país. Junto con el Movimiento Nacional Congoleño, el PSA era inusual entre los nuevos partidos en la que no se identifican con un grupo étnico, sino con la predicación del socialismo.
Después de las elecciones generales de 1960, el partido fue parte de la toma de posesión del gobierno de coalición después de la independencia de Patrice Lumumba. Sin embargo, la eliminación de Lumumba en 1961 vio el PSA pasar a la oposición y la rebelión que estalló en Kwilu durante la Crisis de Congo fue el trabajo de un ala del PSA bajo el maoísta Pierre Mulele. Eficazmente marginados de la política convencional, el PSA desapareció completamente después del ascenso del dictador Mobutu Sese Seko en 1965.